# Vuelta al País Vasco 2009
49. edycja Vuelta al País Vasco odbył się w dniach 6-11 kwietnia 2009 roku. Trasa tego hiszpańskiego, sześcioetapowego wyścigu kolarskiego liczyła 812 km ze startem w Ataun i metą w Zalla.
Zwyciężył, po raz drugi z rzędu Hiszpan Alberto Contador, jeżdżący w grupie Pro Team Astana.

## Etapy
| Etap    | Data        | Start – meta        | Długość (km) | Zwycięzca etapu   | Lider             |
| 1. etap | 6 kwietnia  | Ataun – Ataun       | 142          | Luis León Sánchez | Luis León Sánchez |
| 2. etap | 7 kwietnia  | Ataun – Villatuerta | 169          | Jurij Trofimow    | Luis León Sánchez |
| 3. etap | 8 kwietnia  | Villatuerta – Éibar | 163          | Alberto Contador  | Alberto Contador  |
| 4. etap | 9 kwietnia  | Éibar – Güeñes      | 152          | Michael Albasini  | Alberto Contador  |
| 5. etap | 10 kwietnia | Güeñes – Zalla      | 162          | Marco Pinotti     | Alberto Contador  |
| 6. etap | 11 kwietnia | Zalla               | 24 (ITT)     | Alberto Contador  | Alberto Contador  |

## Wyniki
| M-ce | Imię i nazwisko   | Kraj      | Drużyna             | Czas       |
| ---- | ----------------- | --------- | ------------------- | ---------- |
| 1.   | Alberto Contador  | Hiszpania | Team Astana         | 20:48.30 h |
| 2    | Antonio Colom     | Hiszpania | Team Katusha        | + 0.30 min |
| 3    | Samuel Sánchez    | Hiszpania | Euskaltel - Euskadi | + 0.30 min |
| 4    | Cadel Evans       | Australia | Silence-Lotto       | + 1.33 min |
| 5    | Luis León Sánchez | Hiszpania | Caisse d’Epargne    | + 1.48 min |
| 6    | Damiano Cunego    | Włochy    | Lampre              | + 1.53 min |
| 7    | Robert Gesink     | Holandia  | Rabobank            | + 1.57 min |
| 8    | Michael Rogers    | Australia | Team Columbia       | + 2.20 min |
| 9    | Vincenzo Nibali   | Włochy    | Liquigas            | + 2.30 min |
| 10   | Roman Kreuziger   | Czechy    | Liquigas            | + 2.35 min |